# Marriage in Haste
Marriage in Haste è un cortometraggio muto del 1910. Il nome del regista non viene riportato nei crediti del film.

## Trama
Jean scappa da casa con Arthur e manda un biglietto a suo padre affidandolo a una bambina. Quando il padre legge la lettera della figlia, prende la piccola e, insieme a lei, si precipita in automobile alla ricerca della figlia. La gente crede che la bambina sia stata rapita e tutte le macchine vengono fermate. L'uomo viene catturato e sta per essere linciato dalla folla che lo vuole impiccare quando appaiono Jean e Arthur che lo salvano, spiegando tutta la storia. Il padre di Jean è talmente furioso con la gente, che gli passa tutta la rabbia contro i due fuggitivi.

## Produzione
Il film fu prodotto dalla Lubin Manufacturing Company.

## Distribuzione
Distribuito dalla Lubin Manufacturing Company, il film - un cortometraggio di 251 metri - uscì nelle sale cinematografiche statunitensi il 7 marzo 1910.